# WASP-77
WASP-77A — широкая двойная звезда в созвездии Кита на расстоянии приблизительно 355 световых лет (около 109 парсек) от нас. Вокруг звезды обращается, как минимум, одна планета.

## Характеристики
WASP-77A — солнцеподобная звезда, жёлтый карлик. Видимая звёздная величина звезды — +10,3, спектральный класс — G8V. Масса — около 1,002 солнечной, радиус — около 0,955 солнечного. Эффективная температура — около 5500 K, металличность звезды оценивается как 0.
На расстоянии приблизительно 3 угловых секунд (327 а.е. в проекции на небесную сферу) обращается звёздный компаньон спектрального класса K5V.

## Планетная система
В 2012 году у звезды обнаружена планета (WASP-77A b).